# J. J. Hickson
James Edward «J. J.» Hickson (Atlanta, Georgia, 4 de septiembre de 1988) es un exjugador de baloncesto estadounidense que disputó 8 temporadas en la NBA y varias más en otras ligas. Mide 2,06 metros de altura, y jugaba en la posición de ala-pívot.

## Trayectoria deportiva

### Universidad
Tras su paso por el Joseph Wheeler High School, donde jugó en 2007 en el McDonald's All-American Team, se unió a los Wolfpack de la Universidad de North Carolina State, donde ya impresionó en su primer partido oficial ante William & Mary, consiguiendo 31 puntos y 7 rebotes. Su mejor partido lo disputó ante Western Carolina, cuando anotó 33 puntos y capturó 13 rebotes.
Al término de la temporada promedió 14,8 puntos, 8,5 rebotes y 1,5 tapones, siendo elegido en el mejor quinteto de novatos de la Atlantic Coast Conference tras haber sido en tres ocasiones rookie de la semana. En marzo de 2008 anunció su intención de presentarse al draft de ese mismo año, renunciando así a sus restantes años de universidad.

#### Estadísticas
| Año     | Equipo   | PJ | PT | MPP  | %TC  | %3P  | %TL  | RPP | APP | ROB | TPP | PPP  |
| ------- | -------- | -- | -- | ---- | ---- | ---- | ---- | --- | --- | --- | --- | ---- |
| 2007–08 | NC State | 31 | 31 | 28.7 | .591 | .000 | .677 | 8.5 | 1.0 | 0.7 | 1.5 | 14.8 |

### Profesional

#### NBA
Fue elegido en la decimonovena posición del Draft de la NBA de 2008 por Cleveland Cavaliers, equipo con el que firmó contrato el 10 de julio de ese mismo año.
Tras tres temporadas en Cleveland, el 30 de junio de 2011, fue traspasado a Sacramento Kings a cambio de Omri Casspi y una elección de primera ronda de 2012. En octubre de 2011, durante el cierre patronal de la NBA, fichó por el Bnei HaSharon de Israel. Sin embargo, abandonó el equipo tras jugar solo un partido.
El 19 de marzo de 2012, es cortado por los Kings, y dos días después firmó con Portland Trail Blazers.
Tras temporada y media en Portland, El 11 de julio de 2013, firma como agente libre con Denver Nuggets. El 25 de febrero de 2014, hizo un doble-doble de 16 puntos y 25 rebotes ante los Blazers. El 21 de marzo ante Dallas se lesiona la rodilla y se pierde lo que resta de temporada.
Antes del inicio de la siguiente temporada, el 17 de septiembre de 2014, es suspendido por la NBA con cinco encuentros por violar la política antidrogas de la liga.
Durante su tercera temporada en Denver, el 19 de febrero de 2016, es cortado por los Nuggets. Días después, el 25 de febrero, firma hasta final de temporada con Washington Wizards.

#### Otras ligas
El 20 de agosto de 2016 firma con los Fujian Sturgeons de la Chinese Basketball Association.
El 11 de agosto de 2017 firma con los Jiangsu Tongxi también de la CBA china.
El 2 de abril de 2018 firma con conjunto libanés, Champville SC de la Lebanese Basketball Federation. Pero en junio de ese año, es arrestado, junto a otras dos personal, acusado de allanamiento, agresión física y robo a mano armada con arma blanca de un hombre del condado de Coweta, Georgia.
El 8 de mayo de 2019 firma con Leones de Ponce de la BSN de Puerto Rico.

## Estadísticas de su carrera en la NBA

### Temporada regular
| Año     | Equipo     | PJ  | PT  | MPP  | %TC  | %3P  | %TL  | RPP  | APP | ROB | TPP | PPP  |
| ------- | ---------- | --- | --- | ---- | ---- | ---- | ---- | ---- | --- | --- | --- | ---- |
| 2008-09 | Cleveland  | 62  | 0   | 11.4 | .515 | .000 | .672 | 2.7  | .1  | .2  | .5  | 4.0  |
| 2009-10 | Cleveland  | 81  | 73  | 20.9 | .554 | .000 | .681 | 4.9  | .5  | .4  | .5  | 8.5  |
| 2010-11 | Cleveland  | 80  | 66  | 28.2 | .458 | .000 | .673 | 8.7  | 1.1 | .6  | .7  | 13.8 |
| 2011-12 | Sacramento | 35  | 9   | 18.4 | .370 | .000 | .638 | 5.1  | .6  | .5  | .5  | 4.7  |
| 2011-12 | Portland   | 19  | 10  | 31.6 | .543 | .000 | .645 | 8.3  | 1.2 | .6  | .9  | 15.1 |
| 2012-13 | Portland   | 80  | 80  | 29.0 | .562 | .000 | .679 | 10.4 | 1.1 | .6  | .6  | 12.7 |
| 2013-14 | Denver     | 69  | 52  | 26.9 | .508 | .000 | .517 | 9.2  | 1.4 | .7  | .7  | 11.8 |
| 2014-15 | Denver     | 73  | 8   | 19.3 | .475 | .000 | .577 | 6.2  | .8  | .5  | .5  | 7.6  |
| 2015-16 | Denver     | 20  | 9   | 15.3 | .505 | .000 | .458 | 4.4  | .8  | .5  | .6  | 6.9  |
| 2015-16 | Washington | 15  | 0   | 8.7  | .543 | .000 | .432 | 3.0  | .5  | .3  | .1  | 4.6  |
| Total   | Total      | 534 | 307 | 22.3 | .505 | .000 | .617 | 6.8  | .8  | .5  | .6  | 9.5  |

### Playoffs
| Año   | Equipo    | PJ | PT | MPP | %TC  | %3P  | %TL  | RPP | APP | ROB | TPP | PPP |
| ----- | --------- | -- | -- | --- | ---- | ---- | ---- | --- | --- | --- | --- | --- |
| 2010  | Cleveland | 11 | 0  | 7.2 | .626 | .000 | .688 | .8  | .1  | .0  | .0  | 3.5 |
| Total | Total     | 11 | 0  | 7.2 | .626 | .000 | .688 | .8  | .1  | .0  | .0  | 3.5 |

## Vida personal
Fue arrestado el 16 de junio de 2018 en relación con un allanamiento y robo en una propiedad, en el área metropolitana de Atlanta.